# ロスト・ガール
『ロスト・ガール』(原題：Lost Girl) は、カナダのダーク・ファンタジードラマ。アメリカ合衆国ではSyfyが放送中。

## あらすじ

### シーズン1
親を知らずに育った主人公ボウは、セックスで人々の命を奪ってしまう危険な力を持っていた。ある日、ボウは自分が人間ではない特殊な種族“フェイ”のサキュバスだという事実を知る。フェイの世界は光と闇に分断されておりどちらかを選択する必要があったが、人間に育てられたこともある自分自身が何者か分からないボウは中立者として生きることを決める。そして、みずからの出生に隠された秘密を探るため、人間のケンジーと共に私立探偵を始めることに。ボウとケンジーは数々の事件を解決しながら、真実に迫っていく。

## 登場人物

### 主要人物
ボウ
演：アンナ・シルク、吹替：宮島依里
フェイと呼ばれる種族の女性。キスやセックスで人の命を奪う力を持ち、サキュバスに該当する。自身の過去を探るため、私立探偵になる。
ダイソン
演：クリス・ホールデン＝リード、吹替：前田一世
オオカミ人間。刑事として人間やフェイの事件を捜査。ボウをサポートしてくうちに、彼女に惹かれていく。
ケンジー
演：クセニア・ソロ、吹替：坂本真綾
人間の泥棒で詐欺師。ボウの親友で、私立探偵の相棒としてフェイが巻き起こす事件、ボウの過去を調査。
ヘイル
演：K・C・コリンズ、吹替：三宅貴洋
歌声で人々を操るセイレーン。ダイソンの陽気な相棒で、刑事として事件を捜査。ケンジーをよくからかう。
ローレン
演：ゾーイー・パーマー、吹替：岡本麻弥
フェイの専門医として彼らを研究している人間。医師としてボウを支える中で、彼女に想いを寄せていく。
トリック
演：リック・ハウランド、吹替：野島昭生
光と闇のフェイが集まるバーのオーナー。博識で、ボウやフェイから頼られる存在。

### フェイ
特殊な力を持つ人外の存在達で、様々な種類が存在する。アンダーフェイと呼ばれる太古から存在する個体もおり、第1話にて登場している。
火の玉ウィル
第2話に登場。宝石を集めていたフェイで、緑の炎を放つ。
デュラハン
第2話に登場した首なしの騎士。暗殺任務を遂行する傭兵でもある。
カッパ
第2話に登場した日本のフェイで、人から臓器を吸いだす。
エリニュス
第4話に登場した復讐の女神。目から頭の中に入り、脳を焦がす。
マイヤー
第5話に登場した、人の“運”を食べるフェイ。
キャシー
第5話に登場。人の過去や未来を見ることのできる予言者。
ボディ・ジャンパー
第5話に登場。自分の体を嫌い、触れた死体に乗り移る。
霜の巨人/フリームスルス
第5話に登場。長い霜の爪で人を凍死させる。
アスワン
第6話に登場。人間の病死体を食べ、感染の拡大を防ぐ。
バシリスク
第6話に登場。猛毒の皮膚を持つアンダーフェイ。
ディージエン
第7話に登場。先住民族のアンダーフェイ。危険な毒を持つ。
吸血鬼
第8話に登場。本作ではフェイとして分類されている。
ヴェクス
第8話に登場。人の体を自由に操ることができるフェイ。
モラグ
第8話に登場。人の“怒り”を食べるフェイの暗殺者。
ルー・アン
第8話に登場。人間を愛してしまった闇のフェイ。
バンシー
第9話に登場。悲鳴をあげて、死を予言するフェイ。
ショーン
第9話に登場。“富”を引き寄せるフェイ。
リアム
第9話に登場。人の“欲”を食べるフェイ。
ゴブリン
第9話に登場。人に苦痛を与える暗殺者。
サキュバス
第10話に登場。人の“気”を食べるフェイ。
ライティングバード
第10話に登場。黄金の卵を持つフェイで、人間の女性にしか見えない。
アルバスター
第10話に登場。人に羞恥心を与え、自殺に追い込む。
レッドキャップ
第11話に登場。被害者の血で帽子を染めるフェイのギャング。
オオカミ人間
第11話に登場。鋭い牙を持つオオカミ人間のフェイ。
麒麟/キリン
第11話に登場。人の脳内に入り、失った記憶を探すことができる。
ランドワイト
第12話に登場。人間に消化液を注入して食べるフェイ。
血の王
第13話に登場したフェイで、彼の血で未来を書くと、そのとおりに実現する。
ルノン
第13話に登場。大事なものと引き換えに、願いを叶えてくれる。

## 日本での配信・発売
日本ではHuluが全シーズン配信中。また、ソニー・ピクチャーズエンタテインメントがDVD・ブルーレイを販売している。